# Кой (альбом)
Кой (рус. Кто) — пятый студийный альбом болгарской певицы Галена, выпущенный 5 августа 2015 года на лейбле Пайнер.

## Об альбоме
Это единственный альбом певицы, состоящий только из её дуэтных работ. Песня Habibi, была исполнена ранее певцами Faydee, самим продюсером, Мохомби и рэпером Шэгги, но она спела в своём стиле. Кой и Боже, прости – единственные песни в её альбоме, которая пела с одним артистом Фики. Песня Пантера была исполнена ранее албанскими певцами Манди и Серджо, но Галена спела только Серджо на болгарском и на английском. На все песни из этого альбома сделаны видеоклипы, кроме Habibi и Живей.
Песня «В твоите очи» является первым дуэтом с другой певицей Деси Слава, элемент песни балладная поп-музыка.
Песня «Vatreno, Vatreno» была спета на сербском и она спела с другим певцом MC Стоян.
Песня «Te quiero» поётся на английском языке с элементом электро-поп и является одной из её песен, которая не пела в жанре поп-фолк. Является дуэтом с солистом знаменитой группы Akcent.

## Список композиций
| №   | Название                             | Автор(ы)                               | Длительность |
| --- | ------------------------------------ | -------------------------------------- | ------------ |
| 1.  | «В твоите очи (с Деси Славой)»       | Даниэль Ганев, Мариэта Англеова        | 4:03         |
| 2.  | «Хавана Тропикана (с DJ Живко Микс)» | Кости Ионицэ, Росен Димитров           | 5:19         |
| 3.  | «Кой (с Фики)»                       | Даниэль Ганев, Мариэта Ангелова        | 4:10         |
| 4.  | «Боже прости (с Фики)»               | Оцко, Мариэта Ангелова                 | 3:24         |
| 5.  | «Живей (с Преславой)»                | Оцко, Мариэта Ангелова                 | 3:40         |
| 6.  | «Vatreno, vatreno (с MC Stoyan)»     | Damir Handanovich, Vuksan Bilanovich   | 4:17         |
| 7.  | «Пантера (с Серджо)»                 | Alferd Sula, Мариэта Ангелова          | 4:24         |
| 8.  | «Хайде, откажи ме (с Преславой)»     | Спас Лазаров, Росен Димитров           | 4:28         |
| 9.  | «Habibi (с Faydee)»                  | Кости Ионицэ, Мариэта Ангелова         | 3:36         |
| 10. | «Te Quiero (с группой Akcent)»       | Адриан Сина, Andrei Idu, Anca Cojocaru | 3:09         |